# سید محمد موسوی عاملی
سید محمد موسوی عاملی مشهور به صاحب مدارک ملقب به شمس الدّین (زاده ۹۴۶ قمری - درگذشته ۱۰۰۹ قمری در جبع) از مجتهدان به‌نام شیعه بود. پدرش سید علی از علمای وقت و مادرش دختر شهید ثانی بود. محمدامین استرآبادی، پایه‌گذار نهضت اخباری‌گری از شاگردان او بود. مهمترین اثر وی «مدارک الاحکام فی شرح شرائع الاسلام» معروف به مدارک است. از اساتید معروف وی پدرش سید نورالدین علی، سید علی صائغ حسینی جزینی، شیخ حسین بن عبدالصمد پدر شیخ بهایی، ملا عبدالله یزدی و مقدس اردبیلی بودند.
صاحب مدارک از جمله علمای شیعه است که به وجوب عینی نماز جمعه در زمان غیبت قائل است و در مبحث ولایت فقیه وی در امور اجتماعی اسلام تصدی و ولایت فقیه جامع الشرایط را لازم دانسته و برای او نیابت قائل است.
وی در شب ۱۰ ربیع الاول سال ۱۰۰۹ در قریه جبع درگذشت.